# 瓦讷欧巴克
瓦讷欧巴克（法語：Wasnes-au-Bac，法語發音：[wan o bak]）是法国上法兰西大区北部省的一个市镇，位于该省中部偏东南，属于瓦朗谢讷区。

## 地理
瓦讷欧巴克（50°16'14"N, 3°15'32"E）面积5.19 平方千米，位于法国上法蘭西大區北部省，该省份为法国最北部的省份及最长的省份，西北濒北海，西接加来海峡省，南至埃纳省和索姆省，东与比利时接壤。
与瓦讷欧巴克接壤的市镇（或旧市镇、城区）包括：马凯特昂奥斯特雷旺、费尚、昂朗格莱、马尔康奥斯特雷旺、帕扬库尔、瓦夫勒尚苏福。

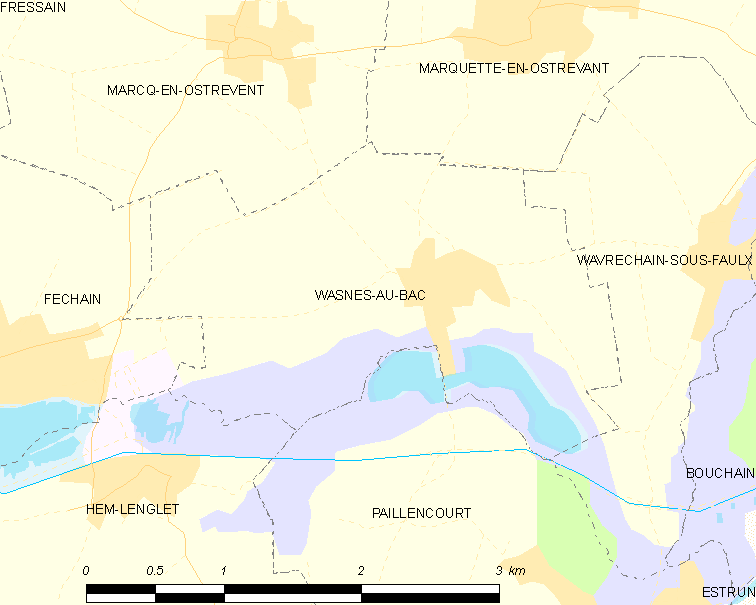
瓦讷欧巴克的OSM定位图

瓦讷欧巴克的时区为UTC+01:00、UTC+02:00（夏令时）。

## 行政
瓦讷欧巴克的邮政编码为59252，INSEE市镇编码为59645。

## 政治
瓦讷欧巴克所属的省级选区为德南县。

## 人口

1962-2008年间瓦讷欧巴克人口变化图示

瓦讷欧巴克于2022年1月1日时的人口数量为596人。